# Wassili Jakowlewitsch Zinger

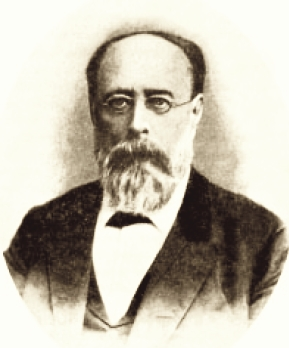
Wassili Jakowlewitsch Zinger

Wassili Jakowlewitsch Zinger, russisch Василий Яковлевич Цингер, (* 30. Januar 1836 in Moskau; † 2. März 1907) war ein russischer Mathematiker und Botaniker. Sein offizielles botanisches Autorenkürzel lautet „W.J.Zinger“.

## Leben
Zinger war der Sohn eines deutschstämmigen Privatlehrers für Mathematik in Moskau und studierte Mathematik und Physik an der Lomonossow-Universität mit dem Abschluss in Mathematik 1857. Er wurde 1862 promoviert (mit einer Dissertation über die Methode der kleinsten Quadrate), war danach Assistenzprofessor an der Lomonossow-Universität und  habilitierte sich 1867 (russischer Doktortitel, mit einer Dissertation über Gleichgewichtsfiguren von Flüssigkeiten). Er wurde ordentlicher Professor und wurde 1888 emeritiert. 1876 bis 1878 war er Dekan der Fakultät für Mathematik und Physik und 1878 und 1883 Vizerektor.
Er war 1886 bis 1891 Präsident der Moskauer Mathematischen Gesellschaft.
Als Mathematiker befasste er sich mit angewandter Mathematik (Mechanik) und synthetischer Geometrie.
Als Botaniker befasste sich vor allem mit Pflanzen aus Zentralasien, über die er einen Katalog veröffentlichte. Er hatte ein Landgut in der Provinz Tula, auf das er sich nach seiner Pensionierung zurückzog.
Der Geodät und Astronom Nikolai Jakowlewitsch Zinger (1842–1918) war sein jüngerer Bruder.

## Ehrungen
Die Gräser-Gattungen Zingeria P.A.Smirn. und Zingeriopsis Prob. sind nach ihm benannt.